# Étang de Vielha
L'Étang de Vielha (en aranais : Estanho de Vielha; en catalan : Estany de Viella) est un site d'importance communautaire situé sur la commune de Vielha e Mijaran, dans la région de Val d'Aran, dans la province de Lleida (Catalogne, Espagne). La réserve naturelle couvre une superficie de 0,3 ha e située à une altitude de 1650 m et face au sud. Cet espace appartient aussi à Natura 2000 (espace ES5130006 "Estanho de Vielha") et a été approuvée en décembre 2003. Son principal caractéristique est donnée par la présence de communautés aquatiques et hygrophiles très rare a la Catalogne,  come l'Alopecurus aequalis, Rorippa et Luronium natans,.

## Galerie

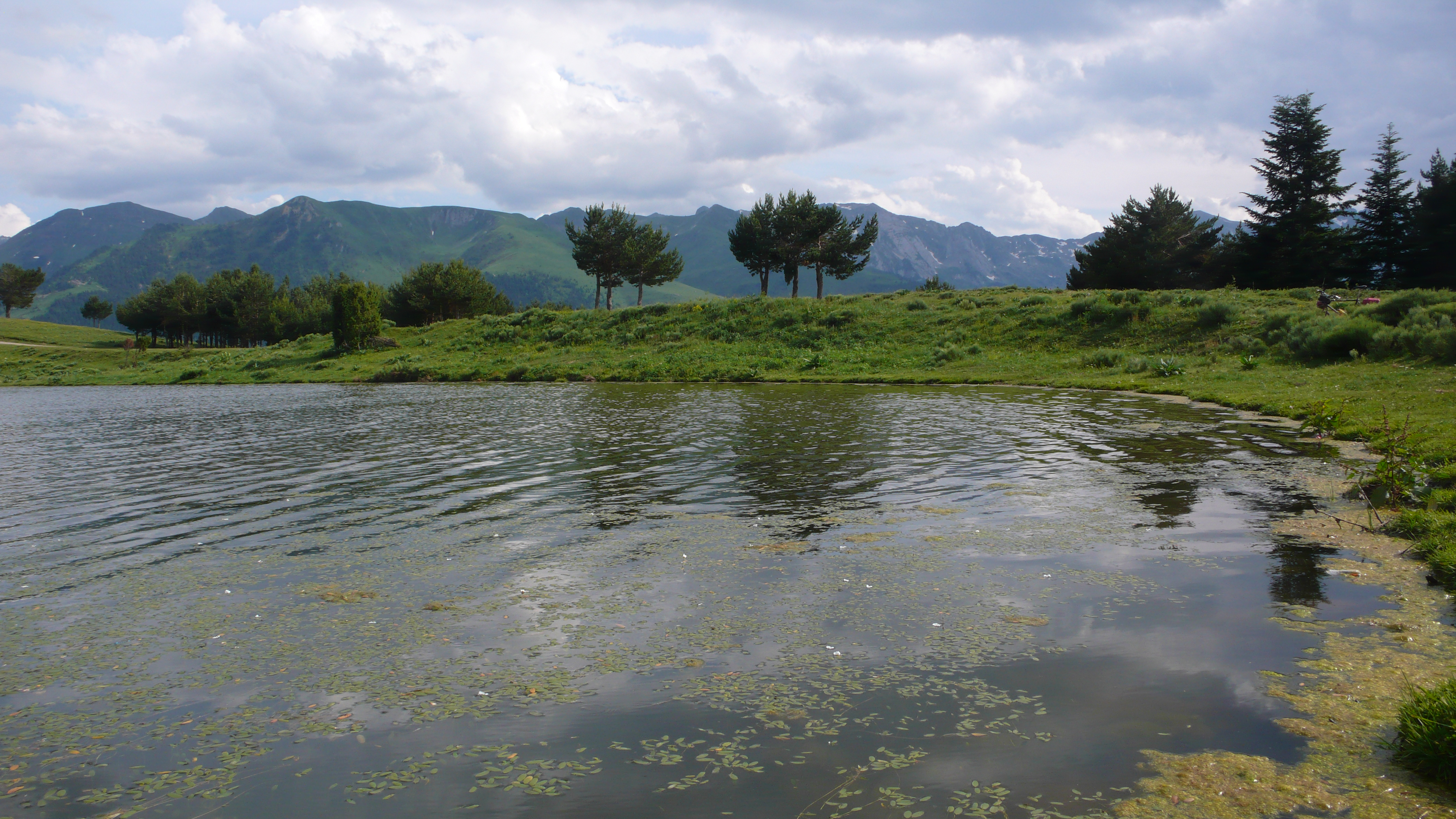
Étang de Vielha.
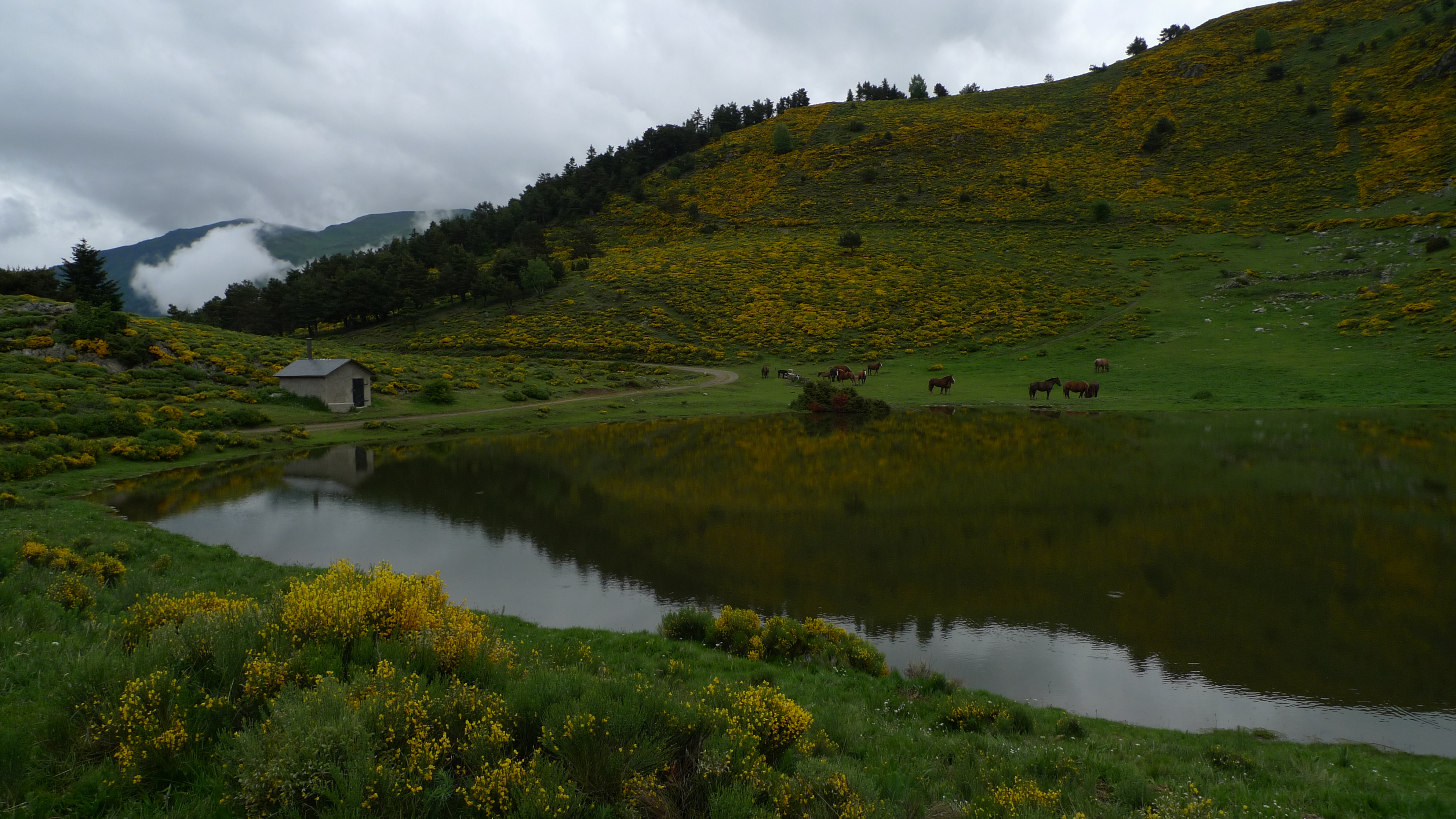
Étang de Vielha.
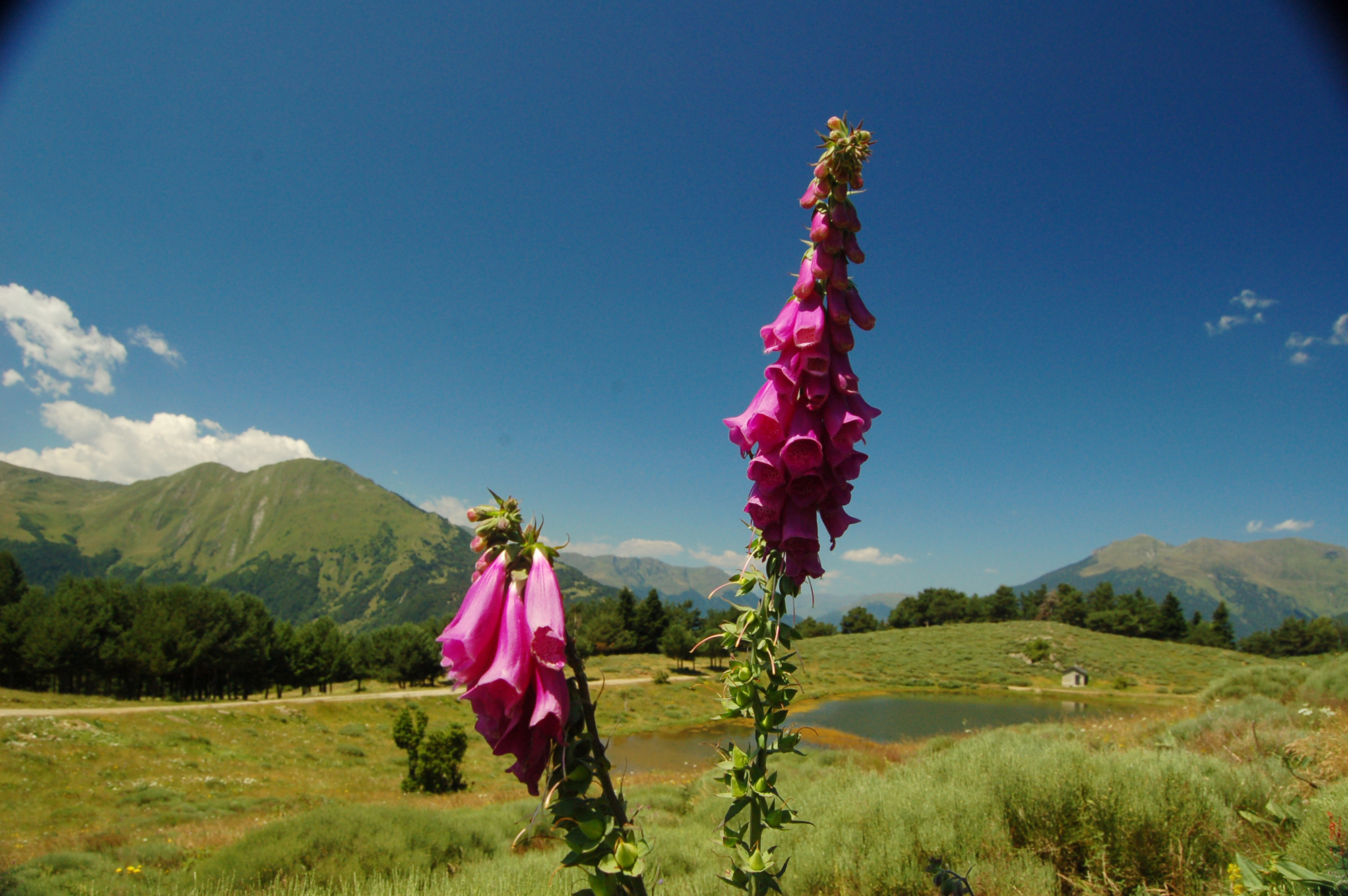
Plante a l'ètang de Vielha.